# Out of the Blue (film, 1947)
Pour les articles homonymes, voir Out of the Blue.
Pour plus de détails, voir Fiche technique et Distribution.
Out of the Blue est un film américain réalisé par Leigh Jason, sorti en 1947.

## Synopsis
Arthur Earthleigh vit dans un appartement de Greenwich Village où il est dominé par sa femme Mae et agacé par Rabelais, le berger allemand de son voisin David, un artiste célibataire libertin. David reçoit souvent de jolies femmes qui viennent poser pour lui. Il reçoit un jour la visite de Deborah, qui souhaite que Rabelais, le chien de David, se reproduise avec sa chienne.
Lorsque sa femme part rendre visite à sa sœur, Arthur se rend dans un bar où il est accueilli par la décoratrice d'intérieur Olive, qui a un penchant pour le brandy qui, selon elle, soulage ses problèmes cardiaques, mais la rend pompette. Arthur ordonne à Olive, malgré elle, de partir, mais Olive entre dans la chambre d'amis à son insu. À son réveil le lendemain, Arthur découvre qu'Olive y a non seulement passé la nuit, mais qu'elle a aussi redécoré la chambre.

## Fiche technique
- Réalisation : Leigh Jason
- Scénario : Vera Caspary, Walter Bullock, Edward Eliscu
- Producteur : Isadore Goldsmith, Bryan Foy
- Photographie : Jackson Rose
- Montage : Norman Colbert
- Musique : Carmen Dragon
- Type : Noir et blanc
- Genre : Comédie[1]
- Société de production : Bryan Foy Productions
- Distributeur : Eagle-Lion Films
- Durée : 84 minutes
- Date de sortie : 21 avril 1947

## Distribution
- George Brent : Arthur Earthleigh
- Virginia Mayo : Deborah Tyler
- Turhan Bey : David Gelleo
- Ann Dvorak : Olive Jensen
- Carole Landis : Mae Earthleigh
- Elizabeth Patterson : Miss Spring
- Julia Dean : Miss Ritchie
- Richard Lane : Détective Noonan
- Charles Smith : Elevator Boy
- Paul Harvey : Holliston
- Alton E. Horton : Detective Dombry
- Hadda Brooks : Singer

## Bande originale
La chanteuse et pianiste Hadda Brooks interprète la chanson titre dans une scène du film se déroulant dans un nightclub. Out of the Blue est aussi le titre d'un de ses albums.